# Монетный двор в Барцино

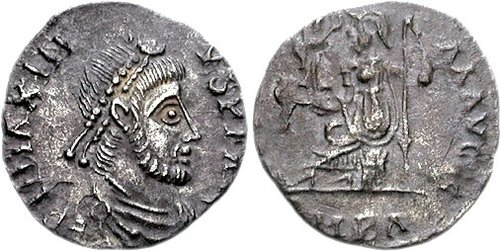
Силиква Максима, отчеканенная в Барцино

Монетный двор в Барцино — римский монетный двор, располагавшийся в испанском городе Барцино (современная Барселона) и работавший только во время правления узурпатора Максима (409—411 годы), восставшего против императора Гонория. Под контролем Максима находилась только Испания. На монетах, отчеканенных в Барцино, имелся знак SMBA.
Существование монетного двора в Барцино, предполагаемое некоторыми учеными на основе силикв со знаками SMB или SMBA, было подтверждено в результате находки монеты из бронзы при раскопках здания в Барселоне в 1959 году. Все найденные монеты, отчеканенные в Барцино, изготовлены из бронзы или серебра, ни одной золотой монеты пока что не обнаружено.
Монеты Максима, отчеканенные в Барцино, присутствует в кладе из Типасы (найден в 1957 году) и в кладе из Террасы (найден в 1975 году).